# Paspalum atabapense
Paspalum atabapense là một loài thực vật có hoa trong họ Hòa thảo. Loài này được Davidse & Zuloaga mô tả khoa học đầu tiên năm 1992.